# Susanne Vill
Susanne Vill (* 14. Januar 1947 in Heidelberg) ist eine deutsche Musikwissenschaftlerin, Theaterwissenschaftlerin, Regisseurin, Sopranistin und Hochschullehrerin.

## Leben
Ihre Ausbildung absolvierte Susanne Vill zunächst an der Johann Wolfgang Goethe-Universität in Frankfurt am Main, 1975 erfolgte die Promotion in Musikwissenschaft mit einer Arbeit über Gustav Mahler. 1986 wurde Vill an der Ludwig-Maximilians-Universität München in Theaterwissenschaft habilitiert.
Schließlich wirkte Vill von 1988 bis 2012 fast 24 Jahre als Universitätsprofessorin, in erster Linie an der Universität Bayreuth (Forschungsinstitut für Musiktheater) und an der Universität Wien.
Sie war mit dem Verwaltungsdirektor der Oper Zürich, Hannes Strasser (1924–1998) verheiratet.
Vill absolvierte auch ein Gesangsstudium. Sie gehörte zum Ensemble Musica Viva Bayreuth und ihre umfangreiche Konzerttätigkeit im Sopranfach schlug sich auch in Radioaufzeichnungen bei verschiedenen Rundfunkanstalten nieder. Mit ihrer Inszenierung und Regie der Oper Argenore von Wilhelmine von Bayreuth im Jahr 1993 in Erlangen an der dortigen Universität erwarb sie sich große Anerkennung.

## Publikationen (Auswahl)
- als Herausgeberin: „Das Weib der Zukunft“. Frauengestalten und Frauenstimmen bei Richard Wagner. Metzler, Stuttgart u. a. 2000, ISBN 3-476-45217-4.